# Messe des pêcheurs de Villerville
La Messe des pêcheurs de Villerville (Messa dei pescatori di Villerville) è una missa brevis per coro femminile scritta da Gabriel Fauré in collaborazione col suo allievo André Messager.  Entrambi vi lavorarono durante la villeggiatura nell'estate del 1881.

## Sezioni
Le parti della messa sono le seguenti:
1. Kyrie (Messager)
2. Gloria Benedictus (Fauré)
3. Sanctus (Fauré)
4. O Salutaris (Messager)
5. Agnus Dei (Fauré)

La prima esecuzione ebbe luogo il 4 settembre 1881 a Villerville, in una versione accompagnata da harmonium e violino; il concerto si tenne a favore di un'associazione caritaria di pescatori. Messager orchestrò le prime quattro parti, Fauré l'ultima. Una seconda esecuzione, con orchestra da camera, si tenne l'anno seguente.
Nel 1907 l'editore Heugel & Cie pubblicò una nuova versione della messa, sotto il titolo di Messe basse, rimuovendo il Kyrie e l'O Salutaris composti da Messager, ed inserendo un nuovo Kyrie di Fauré.